# Kearns Motor Buggy

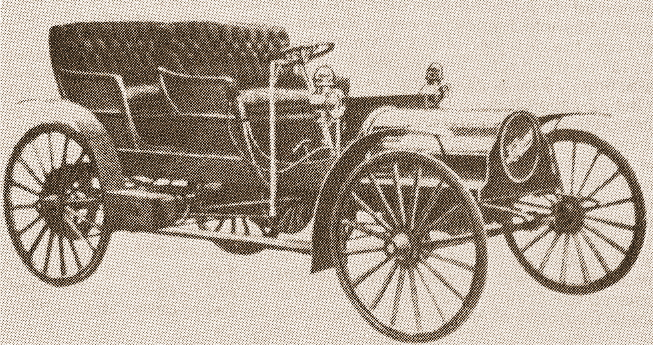
Kearns Modell F (1911)

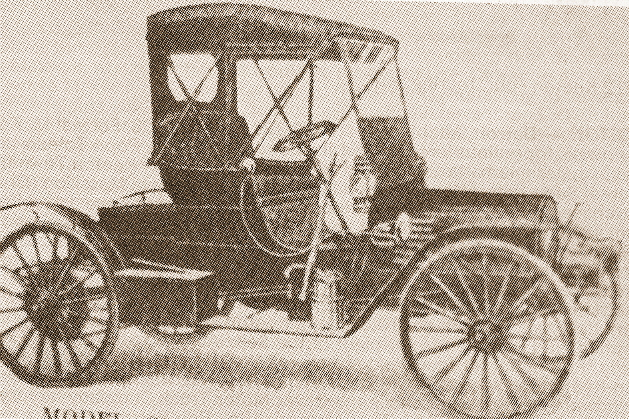
Kearns Senior (1913)

Die Kearns Motor Buggy Company war ein US-amerikanischer Automobilhersteller in Beavertown (Pennsylvania). Von 1909 bis 1916 wurden dort Personenkraftwagen und von 1909 bis 1920 Nutzfahrzeuge gebaut. Von 1920 bis 1928 bestand sie als Kearns-Dughie Motor Company mit Sitz in Danville (Pennsylvania), wo Fahrgestelle für Feuerwehrfahrzeuge und komplette LKW gefertigt wurden.
Maxwell Kearns hatte 1909 die Eureka Motor Buggy Company  übernommen und als Kearns Motor Buggy Company neu organisiert. Der Firmenname wurde 1911 auf Kearns Motor Truck Company geändert. Gleichzeitig mit einer Produktionsverlegung nach Danville 1920 erfolgte eine weitere Umbenennung in Kearns-Dughie Motor Company. Die Produktion von LKW und Feuerwehrfahrzeugen endete 1928.

## Highwheeler
Die Eureka Motor Buggy Company hatte 1907–1909 einen wenig erfolgreichen Highwheeler in je einer Ausführung mit Zwei- oder Dreizylindermotor hergestellt, der, unüblich in dieser Kategorie, vorn unter einer Motorhaube und nicht unter dem Sitz untergebracht war. Zunächst wurde der kleinere der beiden, Eureka Modell D 12/14 PS, praktisch ohne Anpassungen und in den gleichen Räumlichkeiten weitergebaut. Bis Anfang 1910 wurden die Fahrzeuge der Kearns Motor Buggy Company noch als Eureka verkauft, danach wurde der Markenname auf Kearns geändert. Aus dem Eureka Modell D wurde so der Kearns Storm Queen Doctor’s Special; unverändert blieben der Zweizylinder-Zweitaktmotor der Marke Speed-Well mit Luftkühlung, der Antrieb mit Friktionsgetriebe und Antriebskette(n) und schmalen aber sehr großen Holzspeichenrädern mit Hartgummi-Bereifung. Der Preis stieg von US$ 650 auf US$ 700.
1910 erschien eine Reihe von Modellen mit Zwei- oder Dreizylindermotoren, die weiterhin von Speedwell zugekauft wurden. Letztere leisteten, je nach Quelle, 15 bis 20 PS nach damaliger Berechnungsmethode. Ab 1912 hatte der Kunde die Wahl zwischen Luft- oder Wasserkühlung.

## Kearns Motor Truck Company
Im gleichen Jahr wandte sich Kearns dem Bau von Nutzfahrzeugen und konventionellen Personenwagen mit Vierzylinder-Viertaktmotoren zu. Es scheint, dass letzte auf Fahrgestellen des LKW aufgebaut waren. 1913 wurde ein fortschrittliches Lohnsystem eingeführt, das die Arbeiter am Unternehmen beteiligte. Das Unternehmen stellte im gleichen Jahr den Bau der Highwheeler ein und produzierte nun fast ausschließlich Nutzfahrzeuge. Einen Markt erkannte man für Cyclecars und baute 1914/1915 mit dem Kearns Lulu ein seriös konstruiertes Modell. Mit 1557 cm³ Hubraum erfüllte das Fahrzeug allerdings die Kriterien für Cyclecars nicht. Es war als Roadster oder Speedster erhältlich und ähnelte einer verkleinerten Ausführung des Ford Modell T. Ursprünglich sollte es als Kearns Kar und Kearns Electric erscheinen; beides wurde früh aufgegeben.
1916 kam der Trio heraus, ein Kleinwagen, auf dem nach Kundenwunsch mit nur vier Schrauben drei verschiedene Aufbauten – ein Roadster mit 2 Sitzplätzen, ein Tourenwagen mit 4 Sitzen oder ein Lieferwagen – befestigt werden konnten.
Cyclecars hielten sich indes in den USA nur für eine kurze Zeit zwischen etwa 1912 und 1916; die meisten Hersteller gaben vor 1916 auf. Kearns Lulu und Trio gehörten zu den besseren Angeboten ihrer Art; sie boten untypischerweise sogar Vierzylindermotoren. Trotzdem konnten auch sie sich nicht gegen den Siegeszug des Ford Modell T durchsetzen: Lulu kostete US$ 450 in beiden Versionen, Ford setzte die Preise für sein zweisitziges Modell T Runabout von US$ 525,– im Modelljahr 1913 herab auf US$ 500 im folgenden Jahr und 1915 auf US$ 440,–. Der fünfsitzige Touring war nur unwesentlich teurer. Als Ford den Listenpreis für das Runabout 1916 erst auf US$ 390,– und dann sogar auf US$ 345,– senkte, war Kearns mit dem Trio auf dem Markt. Dieser kostete jedoch je nach Karosserie US$ 600–650,– respektive 750,– und stellte somit keine Konkurrenz mehr dar.
| Modell                       | Bauzeitraum | Zylinder | Leistung           | Radstand       | Aufbauten                                                  |
| ---------------------------- | ----------- | -------- | ------------------ | -------------- | ---------------------------------------------------------- |
| Storm Queen Doctor’s Special | 1909        | 2 Reihe  | 12 bhp (8,8 kW)    | 2032 mm        | Runabout 2 Sitze                                           |
| Modelle D, F, K und N        | 1910        | 2 Reihe  | 14 bhp (10,3 kW)   |                | Roadster 2/3 Sitze, Surrey, Runabout                       |
| Modelle G und L              | 1910        | 3 Reihe  | 20 bhp (14,7 kW)   |                | Roadster 2/3 Sitze                                         |
| Modelle F, K und R           | 1911        | 3 Reihe  | 20 bhp (14,7 kW)   | 2540 – 2794 mm | Roadster 2 Sitze, Tourabout 4 Sitze, Surrey 4 Sitze        |
| Modelle H und J              | 1912        | 4 Reihe  | 32 bhp (23,5 kW)   | 2921 mm        | Runabout 2 Sitze, Tourabout 4 Sitze                        |
| Senior                       | 1913        | 3 Reihe  | 26,4 bhp (19,4 kW) | 2540 mm        | Surrey 2 Sitze                                             |
| Lulu                         | 1914–1915   | 4 Reihe  | 12 bhp (8,8 kW)    | 2438 mm        | Roadster 2 Sitze, Speedster 2 Sitze                        |
| Trio                         | 1916        | 4 Reihe  | 12 bhp (8,8 kW)    | 2286 mm        | Roadster 2 Sitze, Tourenwagen 4 Sitze, Lieferwagen 2 Sitze |

## Pkw-Produktionszahlen
Der mittelständische Betrieb unterhielt nur eine kleine Automobilproduktion, im besten Jahr (1915) entstanden 215 Pkw.
| Jahr | Produktion |
| ---- | ---------- |
| 1909 | 109        |
| 1910 | 117        |
| 1911 | 121        |
| 1912 | 137        |
| 1913 | 152        |
| 1914 | 183        |
| 1915 | 215        |
| 1916 | 117        |

## Nutzfahrzeuge
Ein erster LKW für eine Brauerei war bereits 1909 entstanden. Er hatte den luftgekühlten Speedwell-Dreizylindermotor, ein Friktionsgetriebe, einen Antrieb mit je einer Kette pro Hinterrad und ein Lenkrad anstelle des "Kuhschwanz"-Lenkhebels. Ab 1911 lief die Produktion parallel zu den Personenwagen und mindestens seit 1912 konnte der Kunde auch hier wählen zwischen Luft- und Wasserkühlung. Gleichzeitig folgte eine Reorganisation des Unternehmens unter dem Namen Kearns Motor Truck Company. Diese Sparte gewann an Bedeutung. 1914 erschien ein 1.5-Tonner, dessen Fahrgestell mit US$ 900 recht preiswert war. Ein größerer LKW mit einem Fahrgestell zu US$ 1175 hatte einen Vierzylindermotor mit 20 PS, Dreiganggetriebe und Hotchkiss-Antrieb. Es scheint, dass einige dieser Fahrgestelle als PKW karossiert wurden. Ab 1918 gab es einen leichten Halbtonner mit Lycoming- und schwerere LKW ab 1½ tons mit Herschell-Spillman-Motoren.
Als 1916 der Absatz von Cyclecars in den USA einbrach, verlegte sich die Firma ganz auf die Herstellung von Nutzfahrzeugen und gab den PKW-Bau auf.

## Kearns-Dughie Motor Company
Gleichzeitig mit einer Produktionsverlegung nach Danville 1920 erfolgte eine Reorganisation als Kearns-Dughie Motor Company.
1925 kam es zu einer Zusammenarbeit mit der Foamite-Childs Corporation, einem damals bekannten Hersteller von Feuerlöscheräten und Feuerwehren. Die Produktion von LKW und Feuerwehrfahrzeugen endete 1929, nachdem Foamite-Childs im Vorjahr von American LaFrance übernommen und deren Feuerwehrfahrzeugbau stillgelegt worden war.